# Giuseppe Caldarola
Giuseppe Caldarola (Bari, 9 de abril de 1946 – Roma, 21 de septiembre de 2020), más conocido como Peppino Caldarola, fue un periodista y político italiano.

## Biografía
Fue editor de la editorial Laterza de 1968 a 1972, junto al director editorial Enrico Mistretta; en los mismos años inició su militancia en el Partido Socialista Italiano de Unidad Proletaria, ingresando en la secretaría nacional del movimiento juvenil del PSIUP, y luego convirtiéndose en secretario ciudadano del Partido Comunista Italiano de Bari hasta 1977. 
Durante años fue subdirector de Rinascita, fundador y primer director de Italiaradio. Tras la disolución del PCI, se unió al Partido Democrático de la Izquierda y, posteriormente, a los Demócratas de Izquierda. De 1996 a 1998 y de 1999 a 2000 fue director del periódico l'Unità. 
En 2001 fue elegido miembro de la Cámara de Diputados en la parte proporcional de la circunscripción de Apulia, con la lista de Demócratas de Izquierda. Fue reconfirmado como diputado en 2006, electo con la lista Ulivo. De 2002 a 2006 fue miembro de la Comisión de Control Parlamentario de los Servicios Secretos. Desde el 6 de junio de 2006 es miembro de la II comisión (Asuntos Exteriores y Comunitarios). De 2006 a 2008 presidente de la Asociación Parlamentaria de Amistad con Israel. 
Caldarola abandonó el DS en marzo de 2007, en vísperas del congreso de disolución del partido, colocándose en una posición crítica hacia la fase constituyente del Partido Democrático, del lado del laicismo y la falta de inserción en el Partido Socialista Europeo. Cuando Walter Veltroni se convierte en secretario del PD se une al partido apoyando la línea Lingotto pero la abandona tras el anuncio de la alianza electoral con Di Pietro. Colaboró de 2002 a 2012 con el diario Il Riformista y es redactor jefe de la revista ItalianiEuropei. 
En las elecciones políticas de 2018 anunció su voto por Liberi e Uguali. Colaboró  (de 2014 a 2020) con el periódico online Lettera43 (donde mantiene la columna "Mambo"), con la revista Formiche (desde 2015) y con el sitio Strisciarossa.it (de 2017 a 2018).
El 22 de noviembre de 2018 anunció con un artículo en Lettera43 su renuncia al cargo de director de ItalianiEuropei y el abandono total del periodismo político y la política en general, expresando un fuerte pesimismo hacia el futuro del país.
Sin embargo, el 28 de enero de 2019 reanuda la redacción de Lettera43, donde reanuda la publicación de la columna "Mambo", hasta que cierra Lettera43. Al mismo tiempo, reanuda su colaboración con Formiche y con ItalianiEuropei, pero no con Strisciarossa.it￼.
En junio de 2019 se convirtió en director de la revista Civiltà delle Macchine.
Falleció el 21 de septiembre de 2020 a la edad de 74 años después de una breve enfermedad.

## Trabajos
- Con Luciano Violante, I Corleonesi. Mafia y sistema subversivo, Roma, L ' Unità, 1993
- Autobiografía de la Cosa Nostra, Roma, Theoria, 1994
- Con Marcello Pera y Maria Giovanna Maglie, Why Israel. Nombramiento en Jerusalén, Roma, Belforte Salomone, 2003
- El largo sueño. Historia y política de la izquierda en Bari , Roma, Laterza Publishers, 2003
- Radicales y reformistas. De Bolognina a girotondi, a la lista unitaria, al partido de Prodi, Roma, Ediciones Dedalo, 2004
- Con Franco Giordano, pícaro Nostalgia. Porque la política vuelve a apasionarse. Los errores no debemos repetir , Roma, Dino Audino Editore, 2012
- Con Massimo d'Alema, Controcorrente: Entrevista de la izquierda en el momento de la antipolítica, Roma, Editori Laterza, 2013
- Con Rosa Fioravante, se fue la necesaria. Un diálogo entre generaciones, Roma, Castelvecchi, 2017
- Con Enrico Rossi, Revolución socialista: ideas y propuestas para cambiar Italia, Roma, Castelvecchi, 2017